# Литольд (князь Зноймо)
Литольд (чеш. Litold; XI век — 15 марта 1112, Зноймо) — 1-й князь Зноемский 1092—1097, 1101—1112 из династии Пржемысловичей.
По воле Конрада I Брненского, после его смерти в 1092 г. княжество было поделено между его сыновьями: Ольдржих получил Брно, а Литольд — Зноймо. В 1097 г. сын короля Чехии Вратислава II Борживой изгнал братьев из их княжеств и воцарился там сам. Литольд обратился за помощью к Австрии и, обосновавшись в замке Раабс (Raabs), стал грозить Борживою с юга. Однако вскоре Борживою удалось выбить Литольда из его замка и Литольду вновь пришлось бежать. Только после того как Борживой стал князем Чехии Литольду удалось в 1101 г. вернуть свой Зноемский удел. После его смерти княжество унаследовал брат Литольда Ольдржих. Похоронен в основанном им Тршебичском монастыре.